# Colp, Illinois
Colp là một làng thuộc quận Williamson, tiểu bang Illinois, Hoa Kỳ. Năm 2010, dân số của làng này là 225 người.

## Dân số
Dân số qua các năm:
- Năm 2000: 224 người.
- Năm 2010: 225 người.